# 2. rozdanie nagród Złotych Malin
Złote Maliny przyznane za rok 1981
| Kategoria                      | Dla                                                          | Za                                                             |
| ------------------------------ | ------------------------------------------------------------ | -------------------------------------------------------------- |
| Najgorszy film                 | Frank Yablans                                                | Najdroższa mamusia                                             |
| Najgorszy film                 | Dyson Lovell                                                 | Niekończąca się miłość                                         |
| Najgorszy film                 | Joann Carelli                                                | Wrota niebios                                                  |
| Najgorszy film                 | Walter Coblenz                                               | Legenda o samotnym jeźdźcu                                     |
| Najgorszy film                 | Bo Derek                                                     | Tarzan – człowiek małpa                                        |
| Najgorszy aktor                | Klinton Spillsbury                                           | Legenda o samotnym jeźdźcu                                     |
| Najgorszy aktor                | Kris Kristofferson                                           | Wrota niebios Prolongata                                       |
| Najgorszy aktor                | Gary Coleman                                                 | On the Right Track                                             |
| Najgorszy aktor                | Richard Harris                                               | Tarzan – człowiek małpa                                        |
| Najgorszy aktor                | Bruce Dern                                                   | Tatuaż                                                         |
| Najgorsza aktorka              | Bo Derek                                                     | Tarzan – człowiek małpa                                        |
| Najgorsza aktorka              | Faye Dunaway                                                 | Najdroższa mamusia                                             |
| Najgorsza aktorka              | Barbra Streisand                                             | Niepokorni                                                     |
| Najgorsza aktorka              | Brooke Shields                                               | Niekończąca się miłość                                         |
| Najgorsza aktorka              | Linda Blair                                                  | Piekielna noc                                                  |
| Najgorszy aktor drugoplanowy   | Steve Forrest                                                | Najdroższa mamusia                                             |
| Najgorszy aktor drugoplanowy   | Ernest Borgnine                                              | Śmiertelne błogosławieństwo                                    |
| Najgorszy aktor drugoplanowy   | Danny DeVito                                                 | Going Ape!                                                     |
| Najgorszy aktor drugoplanowy   | James Coco                                                   | Tylko gdy się śmieję                                           |
| Najgorszy aktor drugoplanowy   | Billy Barty                                                  | Hotel „Tęcza”                                                  |
| Najgorsza aktorka drugoplanowa | Diana Scarwid                                                | Najdroższa mamusia                                             |
| Najgorsza aktorka drugoplanowa | Farrah Fawcett                                               | Wyścig armatniej kuli                                          |
| Najgorsza aktorka drugoplanowa | Shirley Knight                                               | Niekończąca się miłość                                         |
| Najgorsza aktorka drugoplanowa | Rutanya Alda                                                 | Najdroższa mamusia                                             |
| Najgorsza aktorka drugoplanowa | Billy Barty                                                  | Najdroższa mamusia                                             |
| Najgorszy reżyser              | Michael Cimino                                               | Wrota niebios                                                  |
| Najgorszy reżyser              | Franco Zeffirelli                                            | Niekończąca się miłość                                         |
| Najgorszy reżyser              | Frank Perry                                                  | Najdroższa mamusia                                             |
| Najgorszy reżyser              | Blake Edwards                                                | S.O.B.                                                         |
| Najgorszy reżyser              | John Derek                                                   | Tarzan – człowiek małpa                                        |
| Najgorszy scenariusz           | Frank Yablans, Frank Perry, Tracy Hotchner, Robert Getcheell | Najdroższa mamusia                                             |
| Najgorszy scenariusz           | Judith Rascoe                                                | Niekończąca się miłość                                         |
| Najgorszy scenariusz           | Michael Cimino                                               | Wrota niebios                                                  |
| Najgorszy scenariusz           | Blake Edwards                                                | S.O.B.                                                         |
| Najgorszy scenariusz           | Tom Rowe, Gary Goddard                                       | Tarzan – człowiek małpa                                        |
| Najgorszy debiut aktorski      | Klinton Spillsbury                                           | Legenda o samotnym jeźdźcu                                     |
| Najgorszy debiut aktorski      | Martin Hewitt                                                | Niekończąca się miłość                                         |
| Najgorszy debiut aktorski      | Mara Hobel                                                   | Najdroższa mamusia                                             |
| Najgorszy debiut aktorski      | Gary Coleman                                                 | On the Right Track                                             |
| Najgorszy debiut aktorski      | Miles O’Keeffe                                               | Tarzan – człowiek małpa                                        |
| Najgorsza muzyka               | John Barry                                                   | Legenda o samotnym jeźdźcu                                     |
| Najgorsza muzyka               | David Mansfield                                              | Wrota niebios                                                  |
| Najgorsza muzyka               | Tangerine Dream                                              | Złodziej                                                       |
| Najgorsza muzyka               | Joe Renzetti                                                 | Hotel „Tęcza”                                                  |
| Najgorsza muzyka               | Ian Fraser                                                   | Zorro, ostrze szpady                                           |
| Najgorsza piosenka             | David Shire i David Frishberg                                | „Baby Talk” z filmu Ojcostwo                                   |
| Najgorsza piosenka             | Marvin Hamlisch, Tim Rice                                    | „Hearts, Not Diamonds” z filmu Wielbiciel                      |
| Najgorsza piosenka             | Frank Musker, Dominic Bugatti                                | „You’re Crazy But I Like You” z filmu Słodko-gorzka autostrada |
| Najgorsza piosenka             | John Barry, Dean Pitchford                                   | „The Man in The Mask” z filmu Legenda o samotnym jeźdźcu       |
| Najgorsza piosenka             | David Shire, Richard Maltby Jr.                              | „Only When I Laugh” z filmu Tylko gdy się śmieję               |